# Société archéologique de Sousse
La Société archéologique de Sousse est une société savante fondée en 1903 à Sousse (Tunisie) par le docteur Louis Carton.
Toujours active, elle s'est intéressée aux recherches menées dans cette ville, mais aussi dans le Sahel tunisien.

## Membres illustres
- Louis Carton (1861-1924), président fondateur ;
- Louis Foucher (1918-2003), membre[2] ;
- Stéphane Gsell (1864-1932), membre ;
- Georges Vidor (1861-1928), beau-frère de Louis Carton, membre ;
- Émile Espérandieu (1857-1939), membre ;
- Alfred Louis Delattre (1850-1932), membre ;
- Gustave Hannezo (1857-1922), membre.